# Психоаналіз
Психоаналіз (англ. Psychoanalysis) — спосіб інтроспекції людини, що передбачає систематичне пояснення несвідомих зв'язків та процесів. Більш конкретно — група психологічних теорій особистості, методів дослідження ментальних процесів, а також методів психотерапії невротичних розладів.
Засоби психоаналізу присутні у буддизмі та деяких індуїстських віруваннях, однак як науково-терапевтичний метод вивчення людини він був сформульований та поширився у Західній Європі та Америці у XX ст.
Засновником теорії психоаналізу є австрійський вчений кінця XiX — початку XX століття Зиґмунд Фройд (фройдизм, класичний чи ортодоксальний психоаналіз). Вплив на теорію Фройда мали нові на той час поняття енергії, введене Гельмгольцем, та теорія еволюції Дарвіна. Психоаналітична теорія зіграла важливу роль не тільки в формуванні сучасних концепцій особистості і терапевтичних методів, але й у становленні всієї культури 20 ст., запропонувавши людству новий світогляд.
Як терапевтична техніка, психоаналіз відрізняється від психіатрії та психотерапії, маючи за основу твердження про існування психічного несвідомого та наполягаючи на аналізі та інтеграції складників цього несвідомого в процесі терапії.
Психоаналіз опирається на клінічні спостереження та дослідження, а також на ідеї щодо структури психічного апарату, динаміки ментальних процесів, процеси придушення, опору, перенесення тощо.
Особистість розглядається як машина, що приводиться в рух енергією лібідо — тілесною енергією, сексуальним бажанням, і поступово розвивається через культурну зовнішню заборону прямого виявлення лібідо, у переносі його на соціально схвалювані чи корисні для людини види діяльності.
В часи Фройда у психології панувало сприйняття людини як розумної істоти, яка повністю усвідомлює свою поведінку та керує нею. Теорія Фройда пропонувала іншу картину, згідно з якою людина перебуває у стані неперервного конфлікту, джерела якого належать до сфери неусвідомлюваних сексуальних та агресивних спрямувань.
Психоаналіз називають психодинамічною теорією: він вважає поведінку людини детермінованою складною взаємодією (динамікою) конкурентних психічних сил.

## Витоки

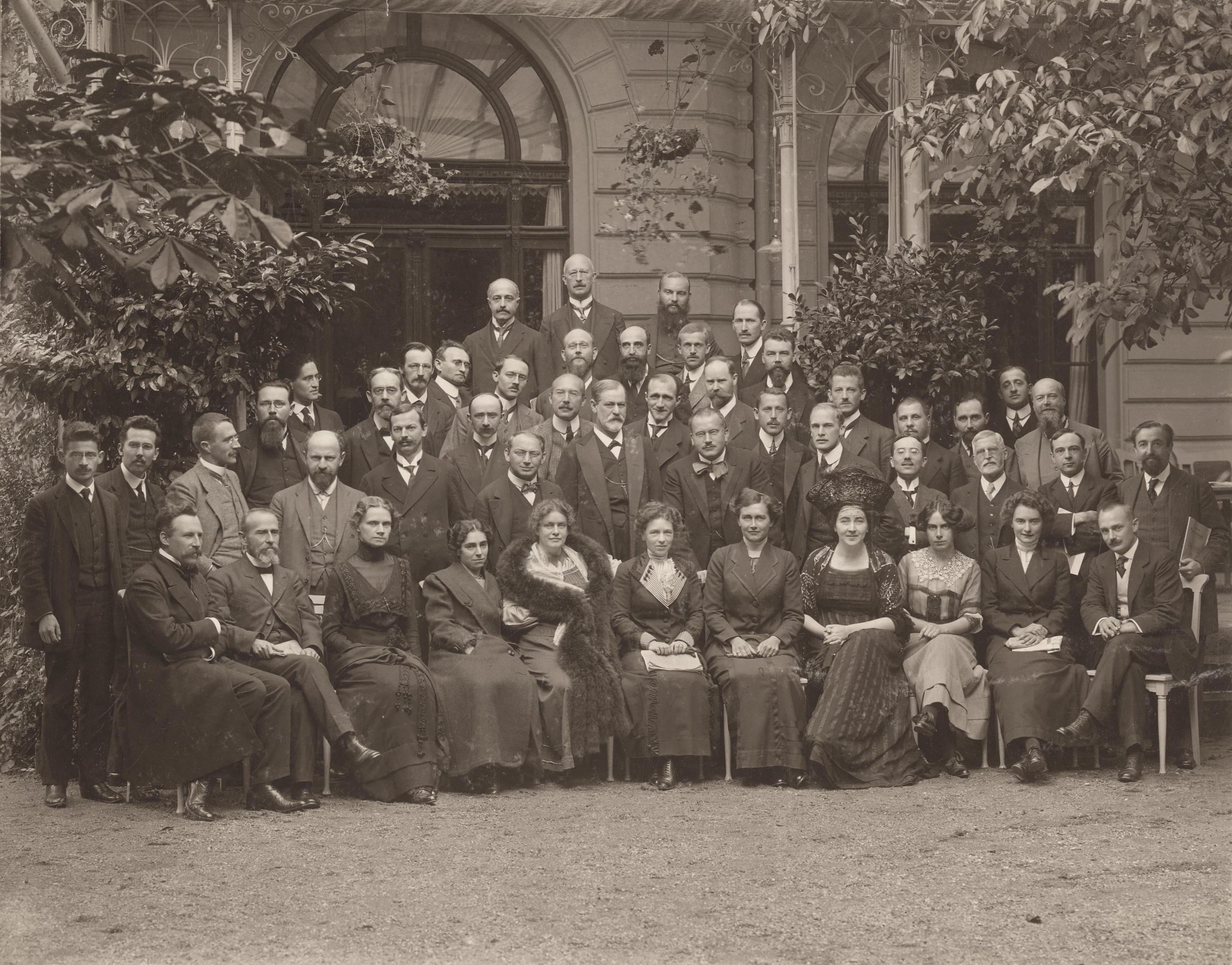
Національний психоаналітичний конгрес, 1911. Фройд і Юнг у центрі

Роком народження психоаналізу заведено вважати 1880, коли Йозеф Броєр, колега й товариш Фройда, повідомив йому про свої спостереження щодо пацієнтки Анни О. (Берта Паппенгейм), яка, розповідаючи про себе, схоже, вилікувалася від симптомів істерії. Під час терапії було використано техніку гіпнозу. Фройд почав використовувати ту ж саму техніку зі своїми пацієнтами і підтвердив результати Броєра. Ці спостереження були опубліковані в спільній праці «Дослідження істерії», де було висунуто припущення, що симптоми цього захворювання виявляються замаскованими спогадами про забуті травмуючі події. Причину забування цих подій Фройд вбачав у конфлікті між певними імпульсами, що пов'язані з даними подіями та моральними засадами.
Пізніше Броєр відійшов від досліджень. Працюючи окремо, Фройд визначив, що пацієнт може наблизитися до розкриття забутих подій не тільки під час гіпнозу, але й при використанні техніки вільних асоціацій. Ряд клінічних досліджень також показав, що ця техніка дієва не лише з істерією, але й із неврозом нав'язливих станів сексуальної природи, який нерідко виникає в дитячому віці. Фройд вводить термін «едипів комплекс» для позначення дитячих переживань, пов'язаних з несвідомим бажанням володіти одним з батьків протилежної статі та суперництвом з батьком спільної статі.
В період з 1895 по 1905 рік інновації Фройда призвели до розвитку його теорії. Було розроблено топографічну модель психіки, яку вчений поділив на три секції: несвідоме, предсвідоме та свідоме. Він класифікував захисні механізми, які заважають деяким субстанціям з неусвідомленого потрапити до сфери усвідомленого. Однією з найдієвіших технік, що дозволяє розкрити неувідомлені бажання, Фройд вважав тлумачення сновидінь, бо під час сну ці захисні механізми послаблюють свою діяльність.
В 1923 році Фройд сформулював теорію функціонування психіки в термінах її структурної організації. Психічні функції було згруповано за роллю, яку вони відігравали у внутрішньому психічному конфлікті. Фройд виокремив три основні структури психіки: Воно (Ід), Я (Еґо) та Над-Я (Супер-Еґо).
Теорія Зиґмунда Фройда зазнала багато критики з боку його сучасників-вчених. Вчений світ визнав право психоаналізу на існування тільки після того, як в 1906 році Фройда підтримав Карл Ґустав Юнґ. Проте пізніше Юнг та деякі інші послідовники Фройда (Адлер, Ранк, Ференці) відокремилися від нього й започаткували свої психоаналітичні школи як альтернативні фройдівському вченню.

## Теорії і школи

### Фройдизм
Згідно з Фройдом, початком та основою психічного життя людини є різноманітні біологічні механізми. Так, він вважав, що у кожній людині закладені потяги до інцесту, канібалізму та жага вбивства. Фройд наполягав на тому, що духовний онтогенез людини скорочено повторює хід розвитку людства, через те, що у своїх психічних структурах кожна людина несе тягар переживань віддалених предків.
Вкрай важливу роль у формуванні людини відіграють два глобальних космічних інстинкти: Ерос (сексуальний інстинкт, інстинкт життя, самозбереження) і Танатос (інстинкт смерті, агресії, деструкції). Людська життєдіяльність, за Фройдом, — це боротьба цих двох вічних сил, і саме вони є двигунами прогресу.
Носієм статевого інстинкту є психічна енергія з сексуальним забарвленням (лібідо).
Неусвідомлені (насамперед, сексуальні) прагнення особистості складають її потенціал і основне джерело активності, дають мотивацію для дій. В силу неможливості задоволення інстинктивних потреб в їх природній формі через соціальні нормативні обмеження, людина шукає компроміс між глибинним потягом та суспільно прийнятною формою його реалізації.

#### Структурна модель психіки

Метафору айсберга часто використовують для пояснення взаємовідносин елементів психічного

Модель особистості, створена Фройдом, являє собою трьохповерхову формацію:
- нижній поверх (Воно), найпримітивніша інстанція, що охоплює все природжене, генетично первинне, підпорядковане принципу задоволення й нічого не знає ані про реальність, ані про суспільство. Вона споконвічно ірраціональна й аморальна; її вимоги повинна задовольняти інстанція Я (Еґо)
- середній поверх (Я) відповідає принципу реальності, виробляючи ряд механізмів, що дозволяють адаптуватися до середовища, справлятися з його вимогами. Я — посередник між стимулами, що йдуть як з навколишнього світу, так і із глибин організму, з одного боку, і відповідними руховими реакціями з іншого. До функцій Я відноситься самозбереження організму, запам'ятовування досвіду зовнішніх впливів, запобігання загрозливим впливам, контроль над вимогами інстинктів (що виходять від Воно)
- верхній поверх (Над-Я) служить джерелом моральних і релігійних почуттів, є контролюючим і караючим агентом. Якщо Воно визначене генетично, а Я — продукт індивідуального досвіду, то Над-Я — продукт впливів, що виходять від інших людей. Виникає в ранньому дитинстві і залишається практично незмінним у наступні роки.

Найбільш жорстокі, войовничі поверхи — Воно та Над-Я. Вони з двох боків атакують Я, породжуючи невротичний тип поведінки. Оскільки з розвитком суспільства поверх Над-Я неминуюче збільшується, стає масивнішим і важчим, то і вся історія людства розглядається Фройдом як історія прогресуючого психозу.

#### Комплекс Едіпа
Фройд надавав важливої ролі в формуванні та життєдіяльності особистості також едиповому комплексу. Досліджуючи сновидіння своїх пацієнтів, Фройд звернув увагу на те, що значна частина них з обуренням розповідали йому сновидіння, основним мотивом яких був статевий зв'язок з матір'ю (інцест). Виділивши це в деяку тенденцію, Фройд робить висновок, що найперше соціальне прагнення людини спрямовано на матір, в той час як найперше насильницьке бажання і ненависть спрямовані на батька.
В комплексі Едіпа, як вважав Фройд, «завершується інфантильна сексуальність, яка справляє вирішальний вплив своєю дією на сексуальність дорослих. Перед кожним новонародженим стоїть завдання подолати комплекс Едіпа, хто не в змозі це зробити, хворіє на невроз».

#### Захисні механізми психіки
Постійне протистояння трьох сфер особистості великою мірою пом'якшується спеціальними «захисними механізмами», які створилися в результаті еволюції людини. Найважливішими з неусвідомлених механізмів захисту, що покликані забезпечити цілісність і стабільність особистості в умовах конфлікту суперечливих імпульсів та прагнень, Фройд вважав такі:
- сублімація — процес перетворення і переадресування сексуальної енергії в різноманітні форми діяльності, прийнятні для індивіда та суспільства; різновидом сублімації є творчість
- витіснення — несвідоме усунення індивідом мотивів своїх дій зі сфери свідомого
- регресія — перехід на примітивніший рівень мислення і поведінки
- проєкція — неусвідомлене перенесення, приписування своїх власних відчуттів, уявлень, бажань, думок, потягів, а також часто «ганебних» несвідомих прагнень іншим людям
- раціоналізація — несвідоме прагнення індивіда до раціонального обґрунтування своїх ідей і поведінки навіть в тих випадках, коли вони ірраціональні
- реактивна формація — зміна неприємної для свідомості тенденції на прийнятнішу або ж протилежну
- фіксація поведінки — тенденція Я до збереження апробованих, ефективних стереотипів поведінки, зміна яких може призвести до патологічного нав'язливого прагнення до повторень.
- інтелектуалізація — це спроба вийти з емоційно загрозливої ситуації шляхом обговорення її змісту в абстрактних, інтелектуалізованих термінах.
- заміщення — воно виражається в частковому, другорядному задоволенні неприємного імпульсу якимось іншим методом.

#### Стадії розвитку особистості
Фройд вважав, що в процесі життя людина проходить кілька етапів, які відрізняються один від одного способом фіксації лібідо, способом задоволення інстинкту життя. При цьому Фройд приділяє особливу увагу тому, яким саме чином відбувається фіксація і чи потребує людина стороннього об'єкту для цього. Виходячи з цього, він виділяв кілька стадій психічного генезу протягом дитинства
- оральна стадія (0-1 рік) характеризується тим, що головне джерело задоволення концентрується на зоні активності, пов'язаній з годуванням; основна ерогенна зона на цій стадії — рот
- анальна стадія (1-3 роки), під час якої лібідо концентрується навколо ануса; дитяча сексуальність знаходить своє задоволення в оволодінні функціями дефекації, випорожнення
- фалічна стадія (3-5 років) характеризує найвищий ступінь дитячої сексуальності; головною ерогенною зоною стають статеві органи; до сих пір дитяча сексуальність була аутоеротичною, зараз же вона стає предметною, тобто діти починають відчувати сексуальний потяг до дорослих людей
- латентна стадія (5-12 років) характеризується зниженням статевого інтересу; психічна інстанція Я повністю контролює потреби Воно
- генітальна стадія (12-18 років) характеризується поверненням дитячих сексуальних прагнень, тепер усі ерогенні зони об'єднуються, і підліток прагне однієї мети — нормального сексуального спілкування. Проте на цій стадії Я має опиратися агресивним імпульсам Воно, які знову дають про себе знати. Так, в цей час може знов з'явитися едипів комплекс.

### Аналітична психологія Юнга
Аналітична психологія — напрямок неофройдизму, засновником якого є швейцарський психолог і культуролог К. Г. Юнг. Це вчення ґрунтується на понятті колективного неусвідомленого, в якому знайшли відбиття дані антропології, етнографії, історії культури і релігії, проаналізовані Юнгом в аспекті біологічної еволюції і культурно-історичного розвитку, і яке проявляється у психіці індивіда. Як одиниці аналізу психіки Юнг запропонував поняття архетипу як вродженого зразка поводження, що відповідає різним пластам психіки людини: тварини, загальнолюдського, родового, сімейного та індивідуального. Енергетика архетипу обумовлена тим, що він є проявом лібідо. Крім поняття колективного несвідомого Юнг дав опис екстравертований (спрямований переважно на зовнішній світ) і інтровертований (спрямований на внутрішній, суб'єктивний світ) установок.

### Психологія Еґо
Психологія Его була вперше представлена Фройдом в книзі «Заторможення, Симптоми, Страхи» в 1926 році. Значним вкладом вважається робота Анни Фройд з оборонних механізмів підсвідомості, що була опублікована в книзі «Его та оборонні механізми»(в 1936).
Теорія була вдосконалена Хартманом, Ловенштайном та Крісом в серіях публікацій та книг виданих з 1939-го до пізніх 1960-х. Лео Беллак долучився пізніше. Серія викладених тез порівнюється з пізнішими наробками когнітивної теорії та містить у собі такі поняття відносно автономних функцій его як: ментальні функції не залежні, принаймні на початку, на внутрішньопсихічному конфлікті. Ці функції включають: сенсорне сприйняття, моторику, символьні асоціації, логічне мислення, мовлення, абстрактне мислення, взаємодію, орієнтацію, концентрацію, оцінку рівня небезпеки, оцінку реальності, адаптацію, вміння приймати важливі рішення, гігієну та силу інстинкту самозбереження. Фройд відмічав що розум може використовувати метод заторможення щоб втрутитись в роботу цих функцій для уникнення болісних емоційних спогадів. Пізніше (в 1950) Хартман зазначив що таким чином в роботі даних функцій можуть відбуватись збої.
В 1964-ому Фрош описав відмінності в групи людей котрі демонстрували вміння адекватно оцінити ситуацію, проте при взаємодії робили все задля знищення добрих відносин з навколишнім світом.
Згідно психології его, сила его, описана в 1975 році Отто Кернбергом, включає в себе вміння контролю над оральними, сексуальними та деструктивними імпульсами; вміння підвищувати свій больовий поріг; вміння контролювати свою бурну фантазію. Синтетичні функції, на відміну від автономних, постають в процесі розвитку его та служать для ліквідації конфліктів в його функціях. Ці оборонні дії синтетичних функцій спрямовані на захист свідомості від усвідомлення заборонених імпульсів та думок. Головною метою психології его є — виявити які функції є основними, а які походять від бажань, наслідків чи захисту его. Проте, автономні функції его можуть вторинно порушуватись через несвідомі конфлікти. На приклад, пацієнт може мати істеричну амнезію (при тому що пам'ять це автономна функція) через внутрішньопсихічний конфлікт (не бажання пам'ятати оскільки спогади завдають біль).
Зібрані разом, усі вище перелічені класичні теорії являють собою групу метапсихологічних припущень, що дає змогу провести аналіз усіх секцій процесу мислення людини. Загалом є шість пунктів відносно котрих можна провести аналіз підсвідомих процесів, п'ять з них були описані Фройдом, шоста додана Хартманом: 1. Топографічний 2. Динамічний (теорія конфлікту) 3. Економічний (теорія потоку енергії) 4. Структурний 5. Генетичний (теорії відносно походження та розвитку певних психологічних функцій) 6. Адаптаційний (психологічний феномен у ввідношенні до зовнішнього світу).

### Інтерперсональний психоаналіз
Інтерперсональний психоаналіз фокусується на нюансах міжособистісних інтреакцій, особливо на тому як індивідууми намагаються захиститись від нападів тривоги встановлюючи контакти з іншими. Такий тип поведінки вступає в конфронтацію з первинними психічними процесами, як і описано в класичному психоаналізі. Теорію інтерперсонального психоаналізу вперше представив Герберт «Геррі» Стак Салліван, та надалі розвинули Фріда Фромм-Ріхман, Клара Томпсон, Еріх Фромм, та всі інші, хто сприяв заснуванню Білого Інституту ім. Вільяма Алансона та розвитку Інтерперсонального психоаналізу загалом.

### Теорія об'єктних відносин
Теорія об'єктних відносин — модель, система психологічних поглядів, існуюча в рамках психодинамічного підходу, відштовхується від припущення, що психіка складається з «внутрішніх об'єктів», що являють собою інтерналізовані зовнішні об'єкти: людей і елементів їх функціонування. В рамках цієї моделі психічні функції пояснюються з точки зору відносин між внутрішніми об'єктами.
Перші роботи в рамках цієї теорії були написані Мелані Кляйн, Рональдом Фейрбейрном, Дональдом Віннікоттом і Майклом Балинтом. На їх основі навіть сформувалася самостійна, британська школа психоаналізу. Серед інших дослідників, які написали значущі роботи в рамках цієї моделі, можна перерахувати Отто Кернберга, Ганса Левальда, Вільяма Мейснера, Арнольда моделлю, Шефера, Стопорова, Хайнца Кохута і Л. В. Сандлера.
Фактично, теорія об'єктних відносин виникає з спостережень самого Фройда щодо впливу об'єктів на розвиток Я, але Фройд не вважається об'єктним теоретиком, оскільки його класичне поняття об'єкта, це те що допомагає задовольнити вимоги Воно (як їжа задовольняє голод). Деякі теоретики, зокрема Отто Кернберг, зробили спробу об'єднати різноманітні аспекти теорії об'єктних відносин з класичною фройдівською теорією.

### Психоаналіз Лакана
Школа психоаналізу Лакана намагається інтегрувати в психоаналіз техніки структурної лінгвістики та філософічні погляди Фрідріха Хегеля. Особливої популярності набула в Франції та певних частинах Латинської Америки. Лаканіанський психоаналіз відходить від базових традицій Британського чи Американського підходу в котрих домінує школа Психології Его. Жак Лакан у своїх працях та лекціях часто вживав фразу «retourner à Freud» («повернення до Фройда») та як сам підкреслював, що його теорії базуються на Фройдових та є їх продовженням, протилежними теоріям Анни Фройд, Психології Его та теорії об'єктних відносин. Також Лакан наголошував що для повного розуміння необхідно прочитати всі праці Зигмунда Фройда, а не лише їх частину. Концепція психоаналізу Лакана складається з: «дзеркальної стадії», «Реальності», «Уявного», «Символізму» та твердження «що підсвідомість може бути виражена мовою».
Хоч школа психоаналізу Лакана і має чимало прихильників в Франції та деяких країнах Латинської Америки, в англомовних країнах його ідеї не набули загального визнання та впливу через те що довгий час не були перекладеними англійською мовою. В Британії та Сполучених Штатах Америки його ідеї використовують переважно для аналізу тексту згідно літературної теорії. Через його критичну позицію відносно відхилення від оригінальних поглядів Фройда, випадки виривання текстів та праць з рук колег, його було виключено зі списків практикуючих психотерапевтів Міжнародної Асоціації Психотерапевтів, що змусило його створити власну школу для підтримки співпраці з тими хто цього бажав.

## Критика
Не зважаючи на відкриття психоаналізом несвідомого, його методологія, загальні принципи та окремі аспекти зазнавали критики з самого початку. Справді, у сучасній психології вивчається підсвідоме сприйняття і є експериментальні дані. Ідея несвідомого не є цілком оригінальним відкриттям психоаналізу. Ця ідея походить ще від Лейбніца, від його petites perceptions (маленькі відчуття).
На сьогоднішній день більшість спеціалістів скептично налаштовані до теорії психоаналізу, вказуючи на помилки як теоретичного, так і практичного плану. Наукова критика спирається на те, що досі, через 100 років існування психоаналізу, не з'явилося експериментів, які б підтверджували оригінальні відкриття психоаналізу, а саме, що у несвідомому знаходяться сексуальні та агресивні бажання проти сибсів та батьків (несвідоме існує, але воно не схожа на те, як її описував Фройд), що розвиток дитини проходить через визначені Фройдом фази, що методи виховання залишають остаточний слід у психіці.
Витиснення, іншими словами, існування заблокованої (або дисоційованої) і поновленої (з допомогою терапії) пам'яті, є контроверсійною темою у психології. Захисники теорії вказують на те, що суттєва частина людей, які пережили сексуальні домагання в дитинстві, відповідають, що в їх житті були періоди, коли вони не могли згадати про сексуальні домагання. Опоненти вказують, що жертви справді травматичних подій (війна) не те, що не витисняють спогадів, а навпаки, не можуть їх забути; що у дослідженнях відсутня контрольна група; що амнезію у деяких випадках можна пояснити фізичними ушкодженнями мозку; також на інші методологічні хиби в дослідженнях.
Біолог Пітер Медавар схарактеризував психоаналіз як «найграндіозніше інтелектуальне шахрайство двадцятого століття». Карл Поппер писав, що теорії Фройда і психоаналізу не є науковими: психоаналітик бачить підтвердження своєї гіпотези в будь-якому анамнезі, подібно до того, як марксист бачить підтвердження своєї гіпотези в будь-якій газеті. (Див. критику Карлом Поппером психоаналізу у статті «Принцип спростовуваності», розділ «Психоаналіз».) Професор психології Єльського університету Пол Блум зазначав, що твердження Фройда настільки туманні, що не можуть бути перевірені ніяким достовірним методом і тому не можуть бути застосовні з точки зору науки. Згідно з дослідженнями Американської асоціації психоаналітиків, незважаючи на те, що в багатьох гуманітарних науках психоаналіз широко поширений, факультети психології ставляться до нього лише як до історичного артефакту.
Проти однієї теорії в психоаналізі є особливо гостра критика. Психоаналітик Бруно Беттельґейм стверджував, що причиною аутизму є агресивне або байдуже відношення батьків до дітей, особливо матері. Тому цю теорію називають холодильна мати (refrigerator mother). По смерті Беттельґейма його вчення було дискредитоване, але у Беттельґейма лишилися послідовники. Діагностику аутизма проводив сам Беттельґейм, тож сумнівно, що діти справді хворіли аутизмом і що їх вилікував метод Беттельґейма. Беттельґейм наводив надвисоку статистику вилікуваних — 85 % — ще нікому не вдалося досягти такої ефективності лікування аутизму. Однак провал вчення Беттельґейма може сприйматися як вина однієї людини, а не психоаналізу.
На сьогодні більшість спеціалістів великою мірою піддають скептицизму теорію психоаналізу, який не підтверджується науковими дослідженнями і якого теоретичні положення часто не підтверджуються практичними спостереженнями.
Відсутні контрольовані дослідження та дані, які б підтверджували, що психоаналіз (психоаналітична психотерапія) або динамічна психотерапія є ефективні у вирішенні основних симптомів обсесивно-компульсивного розладу. На сьогоднішній день є мало об'єктивних доказів, що психоаналіз дозволяє людям подолати такі психологічні проблеми як депресія чи тривожні розлади.
Певні кола психіатрів поділяють думку, що психоаналітична психотерапія є неефективною для лікування неврозів, депресій та інших психічних розладів.

### Дослідження Клауса Граве
У 1994 році Клаус Граве з групою вчених опублікував мета-аналіз 897 найбільш значущих емпіричних досліджень опублікованих до 1993 року, присвячений вивченню ефективності психоаналізу і схожих психотерапевтичних методик. Граве прийшов до наступних висновків: відсутні позитивні свідчення для довготривалого застосування (1017 сесій за 6 років і більше) психоаналізу при тривалому застосуванні психоаналізу істотно підвищується ризик ятрогенних ефектів. Короткочасне застосування (57 сесій за рік) психоаналізу (психоаналітичної психотерапії) малоефективне для пацієнтів зі страхами, фобіями і з психосоматичними розладами; короткочасне застосування зменшує симтоматики у пацієнтів зі слабко вираженими невротичними і особистісними розладами. У цій же роботі Граве провів мета-аналіз 41 роботи, в яких порівнювалася ефективність різних методів терапії. Грейв встановив: групи пацієнтів, які проходили психоаналітичну терапію показали кращі результати ніж контрольні групи, де терапія була відсутня, а терапевт лише ставив діагноз; поведінкова терапія виявилася удвічі ефективнішою, ніж психоаналітична психотерапія.

### Дослідження Ганса Айзенка
Британський психолог Г. Айзенк так само проводив мета-аналіз декількох значущих публікацій по ефективності психоаналізу. Проаналізувавши дослідження, які вивчали кореляцію між смертністю і видами психотерапії, Айзенк зробив висновок, що психоаналіз в цілому має деструктивний ефект. Висновки Айзенка доволі приголомшливі: психоаналіз не просто не ефективний, а навіть шкідливий.
Згідно з дослідженнями психоаналіз призводить до психологічного стресу в пацієнта, що веде до підвищення ризику виникнення онкологічних захворювань та ішемічної хвороби серця. Айзенк так само заявив про те, що застосування психоаналізу на онкологічних хворих в Німеччині неетично і повинно бути заборонено, «як „лікування“, яке ніколи не допомагало і яке, як було показано, веде до вкрай небажаних наслідків».
Психоаналітичний рух надзвичайно багатогранний, багато учнів Фройда, зокрема А. Адлер і К. Юнг, різко розійшовшись в думці з учителем, організували свої власні школи. Їм вдалося конкретизувати деякі його головні ідеї. В рамках неофройдизма намагаються налагодити контакт психоаналізу з суспільними науками. Показовими в цьому відношенні роботи Е. Фромма, який доповнював психоаналіз марксизмом і намагався підняти цей симбіоз до рівня етики. Зрозуміло, у психоаналітика етика виявляється любов'ю.

## Персоналії
- Зигмунд Фройд
- Йозеф Бреєр
- Вільгельм Фліс
- Ернест Джонс
- Карл Абрагам
- Альфред Адлер
- Анна Фройд
- Отто Ранк
- Карл Густав Юнг
- Еріх Фромм
- Людвіг Бінсвангер
- Гаррі Стек Салліван
- Шандор Ференці
- Мелані Кляйн
- Карен Хорні
- Едуард Гічманн
- Жак Лакан
- Елізабет Рудинеско
- Люс Ірігаре
- Франсуаза Дольто

## Відомі пацієнти та пацієнтки
- Емма Екштайн (Ірма)
- Сергій Панкеєв (Чоловік-вовк)
- Берта Паппенгейм (Анна О.)
- Ернст Ланцер (Чоловік-щур)
- Герберт Ґраф (Маленький Ганс)
- Іда Бауер (Дора)
- Даніель Пауль Шребер (заочно, Фройд провів аналіз спогадів Шребера)

## Найважливіші праці
- Зигмунд Фройд: «Тлумачення сновидінь» (1899/1900)
- Зигмунд Фройд: «До психопатології щоденного життя» (1901)
- Зигмунд Фройд: «Тотем і табу» (1913)
- Зигмунд Фройд: «Я і Воно» (1923)
- Зигмунд Фройд: «Вступні лекції до психоаналізу» (1917)
- Зигмунд Фройд: «По той бік принципу задоволення» (1920)
- Карл Абрагам: «Психоаналітичні дослідження»
- Отто Ранк: «Травма народження та її значення для психоаналізу» (1924)
- Вільгельм Райх: «Масова психологія фашизму» (1933)
- Жан Лапланш: «Сексуальне»
- Поль Рікер: «Про Психоаналіз»
- Жак Лакан: «Семінари»
- Гарольд Сірлс: «Світ речей»
- Шандор Ференці: «Клінічний щоденник»
- Мелані Кляйн: «Психоаналіз дітей»
- Альфред Адлер: «Практика і теорія індивідуальної психології»
- Карл Густав Юнг: «Архетипи і колективне несвідоме»
- Еріх Фромм: «Мати чи бути»